# Ro Un-ok
Ro Un-ok (ur. 14 listopada 1989) – północnokoreańska lekkoatletka, specjalizująca się w biegach długich.
W 2005 zajęła w biegu na 10 000 metrów piątą lokatę podczas igrzysk Azji Wschodniej. Złota medalistka uniwersjady w półmaratonie (2011). 
Rekordy życiowe: bieg na 10 000 metrów – 34:59,05 (1 listopada 2005, Makau); półmaraton – 1:16:38 (21 sierpnia 2011, Shenzhen); maraton – 2:32:06 (10 kwietnia 2011, Pjongjang). 

## Osiągnięcia
| Rok  | Impreza                  | Miejsce  | Konkurencja      | Pozycja    | Rezultat |
| ---- | ------------------------ | -------- | ---------------- | ---------- | -------- |
| 2005 | Igrzyska Azji Wschodniej | Makau    | bieg na 10 000 m | 5. miejsce | 34:59,05 |
| 2011 | Uniwersjada              | Shenzhen | półmaraton       | 1. miejsce | 1:16:38  |